# Белфарас
Полуостров в южните части на кралство Гондор. На запад от него е разположен полуостров Анфалас, а на изток граничи с областта Лебенин и морски залив, където е разположен остров Толфалас. Отвъд залива се простират земите на кралство Харад.
По северозападното крайбрежие се издигат стените на пристанищния град Дол Амрот. В миналото тук живели много Елдари (Елфи) и оттук вдигали платна корабите на Лориенските елфи, но през дните на Сауроновото властване те напуснали завинаги тези земи.
Когато човешките Морски крале на Нуменор завладели Средна земя, Дол Амрот бил възстановен и отново населен. През трета епоха тук владетел бил принц Имрахил и в жилите му — както и на неговите поданици — текла елфическа кръв. Според песните на елфите (песен за „Амрод и Нимродел“) по време на бягството си от Средна земя тук намерили убежище много от тях, което дава право да се смята, че хората от Дол Амрот са с полу-елфически произход.